# Europarlamentari 1979-1984
Listă alfabetică: Lista europarlamentarilor 1979-1984
- Europarlamentari pentru Belgia 1979-1984
- Europarlamentari pentru Danemarca 1979-1984
- Europarlamentari pentru Franța 1979-1984
- Europarlamentari pentru Grecia 1979-1984
- Europarlamentari pentru Germania 1979-1984
- Europarlamentari pentru Irlanda 1979-1984
- Europarlamentari pentru Italia 1979-1984
- Europarlamentari pentru Luxemburg 1979-1984
- Europarlamentari pentru Olanda 1979-1984
- Europarlamentari pentru Regatul Unit 1979-1984